# Marc Snir
Marc Snir (* 10. Oktober 1948 in Courbevoie, Frankreich) ist ein US-amerikanischer Computerarchitekt und Mathematiker, der sich mit Parallelrechnern und Algorithmen für diese befasst.

## Leben
Snir wurde 1979 an der Hebräischen Universität in Jerusalem bei Eli Shamir in Mathematik promoviert (Depth complexity of formulas), nachdem er dort 1972 seinen Bachelor-Abschluss erhielt, arbeitete 1980 bis 1982 am Ultracomputer-Projekt der New York University, wobei er Assistant Professor für Informatik war, und war 1982 bis 1986 Senior Lecturer an der Hebräischen Universität. Danach ging er an das Thomas J. Watson Research Center von IBM, wo er die Forschungsgruppe für skalierbare Parallelrechnersysteme leitete. Mit der Gruppe leistete er wesentliche Beiträge zum SP Scalable Parallel System  und zum Blue Gene System von IBM. Er war auch einer der Hauptverantwortlichen für das Message Passing Interface.
Er ist in der Abteilung Mathematik und Informatik des Argonne National Laboratory, an dem er Distinguished Fellow ist, und Michael Faiman and Saburo Muroga Professor in der Fakultät für Informatik der University of Illinois at Urbana-Champaign. Er ist US-amerikanischer Staatsbürger.
Er ist Fellow des IEEE, der American Association for the Advancement of Science und der Association for Computing Machinery.
2013 erhielt er den Seymour Cray Computer Engineering Award und er erhielt den  IEEE Award for Excellence in Scalable Computing.

## Schriften
- Herausgeber mit Susan L. Graham, Cynthia A. Patterson: Getting up to speed. The future of supercomputing. National Academies Press, Washington D. C. 2005
- Marc Snir, Steve Otto, Steven Huss-Lederman, David Walker, Jack Dongarra: MPI - The complete reference, Vol 1: The MPI core. 2. Auflage, MIT Press 1998[3]
- William Gropp, Steven Huss-Lederman, Andrew Lumsdaine, Ewing Lusk, Bill Nitzberg, William Saphir, Marc Snir: MPI-The Complete Reference, Vol. 2 - The MPI-2 Extensions. The MIT Press 1998.